# Messalina (1951)
Messalina (DDR-Titel: Die grausame Schöne – Messalina) ist ein italienisch-französisch-spanischer Antikfilm des Regisseurs Carmine Gallone aus dem Jahr 1951. Er behandelt das Leben von Valeria Messalina, der dritten Ehefrau des römischen Kaisers Claudius. Die Hauptrolle spielt María Félix.

## Handlung
Messalina, die nach Macht und Vergnügen dürstet, wechselt ihre Liebhaber ebenso schnell, wie sie ihre Feinde, wie den rechtschaffenen Valerius, ausschaltet; es gelingt ihr sogar, den durch ein falsches Orakel verängstigten Kaiser Claudius davon zu überzeugen, dass sie ihren Geliebten Gaius Silius wieder heiraten muss, um ihn zu retten. Doch der Plan, mit dem sie den Kaiserthron an sich reißen will, wird gegen sie verwendet.

## Veröffentlichung
Der Film kam am 4. Dezember 1951 in die italienischen Kinos. Die Premiere in der Bundesrepublik Deutschland fand am 21. Dezember desselben Jahres statt. In der DDR wurde er unter dem Titel Die grausame Schöne – Messalina erstmals am 16. Oktober 1986 im Fernsehen gezeigt.

## Kritik
- Film-Dienst: „Das kriminelle und perverse Leben der Gattin des römischen Kaisers Claudius in einem Historienfilm, der in allem den Regeln des italienischen Antik-Kinos folgt.“[1]